# Hieracium carolipauanum
Hieracium carolipauanum es una especie de planta con flor del género Hieracium, de la familia Asteraceae, orden Asterales.

## Distribución
Hieracium carolipauanum se distribuye por España.

## Taxonomía
Fue descrita científicamente por Mateo. Fue publicada en Flora Montiber. 27: 25 (2004).